# Honigduftender Rutenstrauch
Der Honigduftende Rutenstrauch (Osyris alba), auch (Weißer) Harnstrauch genannt, ist eine Pflanzenart aus der Gattung der Rutensträucher (Osyris) in der Familie der Sandelholzgewächse (Santalaceae).

## Beschreibung

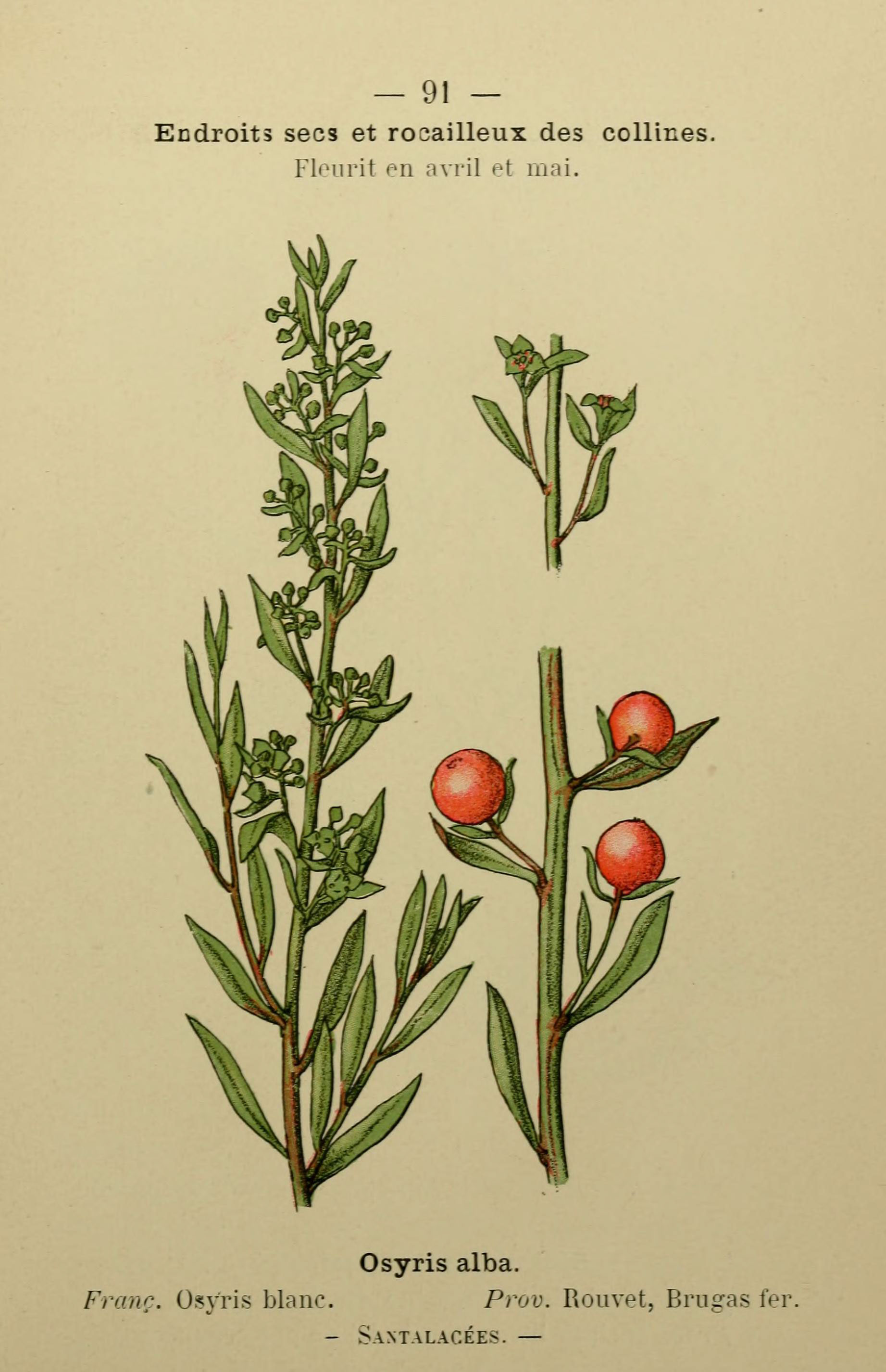
Illustration aus Flore coloriée de poche du littoral méditerranéen de Gênes à Barcelone y compris la Corse

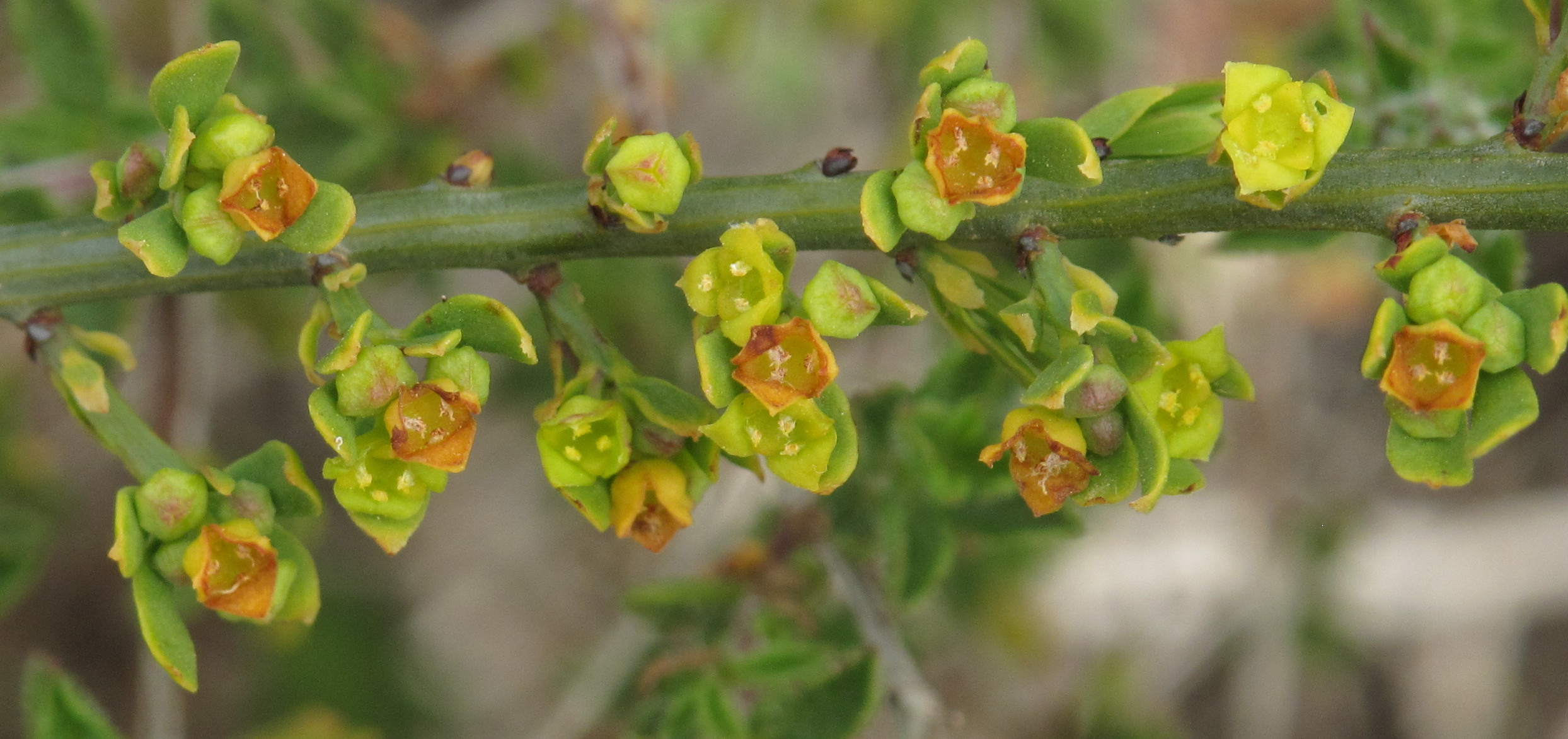
Zweig mit männlichen Blüten

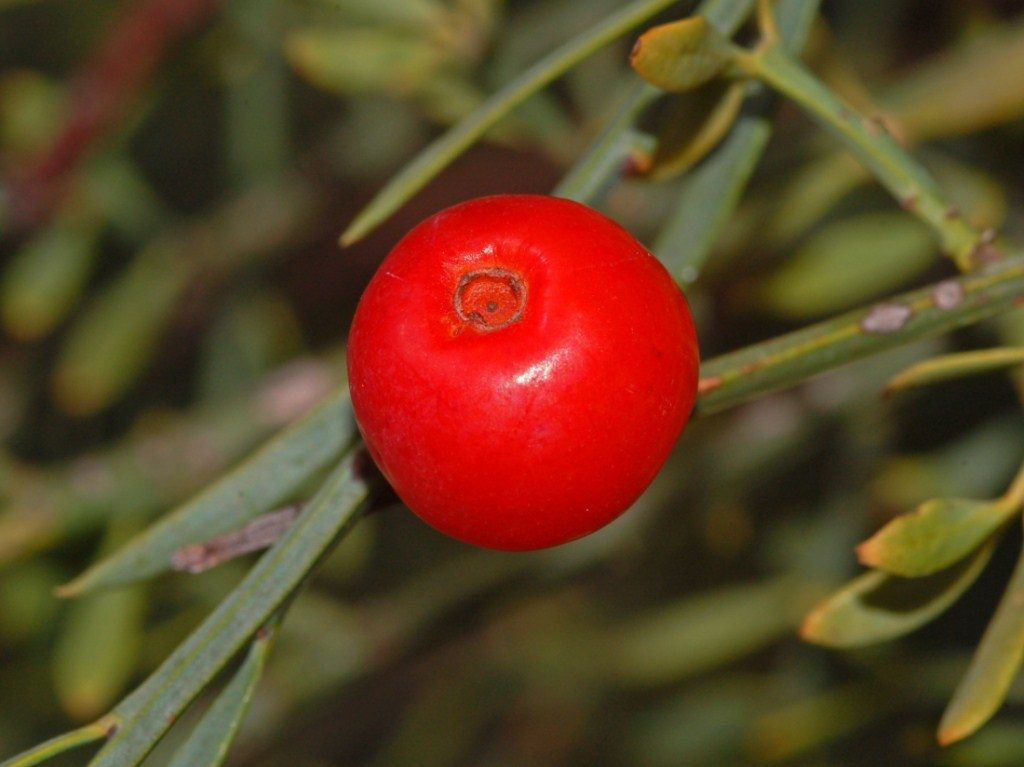
Reife Frucht

### Vegetative Merkmale
Der Honigduftende Rutenstrauch ist ein reich verzweigter immergrüner Strauch, der Wuchshöhen von 40 bis 150 Zentimetern erreicht. Die oberirdischen Pflanzenteile sind kahl. Seine kantigen Äste sind rutenförmig. Die Rinde ist grün.
Die wechselständigen Laubblätter sind sitzend oder fast sitzend. Die relativ kleinen Laubblätter fallen relativ früh ab. Die leicht fleischige, einfache, ganzrandige und kahle Blattspreite ist bei einer Länge von 0,5 bis 2,5 Zentimetern sowie einer Breite von 2 bis 4 Millimetern eiförmig, -lanzettlich bis verkehrt-eiförmig, -eilanzettlich mit meist spitzem oder bespitztem bis (fein)stachelspitzigem oberem Ende. Bei der Nervatur ist nur der Mittelnerv deutlich erkennbar.

### Generative Merkmale
Der Honigduftende Rutenstrauch ist zweihäusig getrenntgeschlechtig (diözisch). Es sind Blütenstiele vorhanden.
Die Blütezeit reicht je nach Standort von März bis Juni oder bis August. Die unscheinbaren, süßlich duftenden und eingeschlechtigen Blüten sind radiärsymmetrisch und dreizählig. Die einfache Blütenhülle besteht aus drei, selten vier, gelblichen, dreieckigen, kelchblattartigen Kronblättern mit zurückgeschlagenen Kronzipfeln, Kelchblätter fehlen. Die Blütenhüllblätter sind nur an ihrer Basis verwachsen. Die männlichen Blüten stehen achselständig und zu mehreren über einem kurzen Blütenstandschaft in zymösen Blütenständen beieinander. Die funktionell weiblichen Blüten (Täuschblumen) befinden sich meist einzeln und endständig an Kurztrieben. Die Tragblätter sind bei den männlichen Blüten nur klein und früh abfallend, bei den weiblichen Blüten sind jeweils mehrere größere, blattartige sowie ausdauernde vorhanden. Bei den männlichen Blüten sind drei kurze, oben rückseitig bärtige Staubblätter vorhanden. Bei den weiblichen Blüten sind drei Staminodien mit Antheroden vorhanden und der Fruchtknoten ist unterständig sowie einkammerig. Der kurze Griffel endet in einer dreilappigen Narbe. Es ist jeweils ein lappiger Diskus vorhanden.
Die bei Reife rot oder orangefarben relativ kleinen, glatten, kahlen sowie einsamigen Steinfrüchte (Scheinfrucht), mit kleinen, runden Perigon- und Diskusresten an der Spitze, sind dünnfleischig und bei einem Durchmesser von 6 bis 8 Millimetern kugelig.
Die Chromosomenzahl beträgt 2n = 38.

## Ökologie
Der Honigduftende Rutenstrauch ist ein Halbschmarotzer (Hemiparasit). Wirtspflanzen sind verschiedene Strauch- und Baumarten der Batha- und Garigue-Vegetation, bei denen er in Wurzeln sowie Rhizome eindringt.
Die Ausbreitung der Diasporen erfolgt durch Vögel.

## Vorkommen
Der Honigduftende Rutenstrauch ist im Mittelmeerraum verbreitet und dringt etwas nach Westeuropa vor. Es gibt Fundortangaben für Marokko, Algerien, Tunesien, Libyen, Syrien, Libanon, Jordanien, Israel, Portugal, Spanien, die Balearen, Frankreich, Korsika, Sardinien, Sizilien, Italien, Slowenien, Kroatien, Bosnien-Herzegowina, Montenegro, Bulgarien, Albanien, Griechenland, Kreta, Inseln in der Ägäis, Zypern und den europäischen sowie asiatischen Teil der Türkei. Der Honigduftende Rutenstrauch wächst an Felsküsten, in lichten Macchien und in Wäldern.

## Taxonomie
Die Erstveröffentlichung von Osyris alba erfolgte 1753 durch Carl von Linné in Species Plantarum, Tomus II, Seite 1022. Als Lektotypus wurde 1993 aus Linné’s Herbarium LINN-1116.1 durch A. G. Miller in Regnum Vegetabile, Volume 127, Seite 72 festgelegt. Ein Synonym für Osyris alba L. ist Osyris mediterranea Bubani nom. illeg.
Das Artepitheton ist alba für „weiß“, allerdings fragt man sich, worauf sich das bezieht, die Blüten sind gelb und die Früchte rot. Der Grund dafür ist ungeklärt.

## Verwendung
Die Früchte sind essbar und werden von den Tuareg genutzt, sie sind als „Adamam“ bekannt. Sie werden auch zermantscht und zur Hautpflege verwendet.